# Hadronyche monaro
Hadronyche monaro is een spinnensoort uit de familie Atracidae. De soort komt voor in New South Wales.